# Condado de Cavalier
El condado de Cavalier (en inglés: Cavalier County, North Dakota), fundado en 1879,  es uno de los 53 condados del estado estadounidense de Dakota del Norte. En el censo oficial de 2000 tenía una población de  4831 habitantes con una densidad poblacional de 1 personas por km². La sede del condado es Langdon. 
La ciudad de Cavalier está ubicada en las cercanías de Condado de Pembina. Fue creado por la legislatura 1879 territorial y el nombre se debe a Charles Cavileer de Pembina, Dakota del Norte (1818-1902), uno de los primeros colonos blancos. No hay una explicación para la diferencia en la ortografía de "Caballero". El condado fue organizado el 8 de julio de 1884 y Langdon se convirtió en la sede del condado.

## Geografía
Según la Oficina del Censo, el condado tiene un área total de 3911 km² (1510,0 mi²), de la cual 3854 km² (1488,0 mi²) es tierra y 57 km² (22,0 mi²) es agua.

### Condados adyacentes y los municipios rurales
- Louise (norte)
- Pembina (norte)
- Stanley (norte)
- Condado de Pembina (este)
- Condado de Walsh (sureste)
- Condado de Ramsey (sur)
- Condado de Towner (oeste)

## Demografía
En el 2000 la renta per cápita promedia del condado era de $31 868, y el ingreso promedio para una familia era de $39 601. El ingreso per cápita para el condado era de $15 817. En 2000 los hombres tenían un ingreso per cápita de $28 886 versus $19 647 para las mujeres. Alrededor del 11.50% de la población estaba bajo el umbral de pobreza nacional.
| 1890 | 1900   | 1910   | 1920   | 1930   | 1940   | 1950   | 1960   | 1970 | 1980 | 1990 | 2000 | Est. 2009 |
| ---- | ------ | ------ | ------ | ------ | ------ | ------ | ------ | ---- | ---- | ---- | ---- | --------- |
| 6471 | 12 580 | 15 659 | 15 555 | 14 554 | 13 923 | 11 840 | 10 064 | 8213 | 7636 | 6064 | 4831 | 3699      |

## Mayores autopistas
- Carretera de Dakota del Norte 1
- Carretera de Dakota del Norte 5
- Carretera de Dakota del Norte 20
- Carretera de Dakota del Norte 66

## Lugares

### Ciudades
- Alsen
- Calio
- Calvin
- Hannah
- Langdon
- Loma
- Milton
- Munich
- Nekoma
- Osnabrock
- Sarles
- Wales

Nota: todas las comunidades incorporadas en Dakota del Norte se les llama "ciudades" independientemente de su tamaño

### Municipios
| - Alma - Banner - Billings - Bruce - Byron - Cypress - Dresden - Easby - East Alma - Elgin - Fremont - Glenila - Gordon - Grey | - Harvey - Hay - Henderson - Hope - Huron - Langdon - Linden - Loam - Manilla - Minto - Montrose - Moscow - Mount Carmel - Nekoma | - North Loma - North Olga - Osford - Osnabrock - Perry - Seivert - South Dresden - South Olga - Storlie - Trier - Waterloo - West Hope |